# Adonis volgensis
Adonis volgensis är en ranunkelväxtart som beskrevs av Dc.. Adonis volgensis ingår i släktet adonisar, och familjen ranunkelväxter. Inga underarter finns listade i Catalogue of Life.